# Tord Wiksten
Tord Erik Wiksten (Skellefteå, 30 giugno 1971) è un allenatore di biathlon ed ex biatleta svedese.

## Biografia

### Carriera sciistica
Nato a Byske di Skellefteå, in Coppa del Mondo ottenne il primo risultato di rilievo il 15 gennaio 1993 a Oberhof/Val Ridanna (70°) e l'unico podio il 4 gennaio 2001 ancora a Oberhof (2°).
In carriera ha preso parte a tre edizioni dei Giochi olimpici invernali, Albertville 1992 (48° nella sprint, 3° nella staffetta), Nagano 1998 (10° nella staffetta) e Salt Lake City 2002 (78° nella sprint, 55° nell'individuale, 14° nella staffetta), e a sei dei Campionati mondiali (6° nella staffetta a Borovec 1993 il miglior piazzamento).

### Carriera da allenatore
Dopo il ritiro è divenuto allenatore dei biatleti prima nei quadri della nazionale svedese, poi in quelli della nazionale britannica.

### Altre attività
Già durante la sua carriera agonistica Wiksten avviò una propria società di marketing sportivo, specializzata nella promozione del biathlon; è anche commentatore sportivo televisivo per Eurosport.

## Palmarès

### Olimpiadi
- 1 medaglia:
  - 1 bronzo (staffetta ad Albertville 1992)

### Mondiali juniores
- 2 medaglie[2]:
  - 1 oro (sprint a Sodankylä 1990)
  - 1 bronzo (sprint a Galyatető 1991)

### Coppa del Mondo
- Miglior piazzamento in classifica generale: 40º nel 2001
- 1 podio (individuale[1]):
  - 1 secondo posto